# بيلي تومسون (لاعب كرة قدم)
بيلي تومسون (بالإنجليزية: Billy Thompson)‏ (5 مايو 1968 بكوبيرتينو في الولايات المتحدة - ) هو مدرب كرة قدم ولاعب كرة قدم أمريكي في مركز الهجوم. شارك مع منتخب الولايات المتحدة لكرة القدم. أما مع النوادي، فقد لعب مع كولومبوس كرو ونادي باو وRajpracha F.C. ‏ وHawaii Tsunami ‏ وLos Angeles Heat ‏ وتامبا باي تيرور ‏.

## وصلات خارجية
- بيلي تومسون على موقع الدوري الأمريكي (الإنجليزية)
- بيلي تومسون على موقع قاعدة بيانات كرة القدم.إي يو (الإنجليزية)